# Borden Classic 1975
Il Borden Classic 1975 è stato un torneo di tennis giocato su campi indoor. È stata la 3ª edizione del torneo, che fa parte dei Tornei di tennis femminili indipendenti nel 1975. Si è giocato a Osaka in Giappone dal 24 al 30 novembre 1975.

## Vincitori

### Singolare
Chris Evert ha battuto in finale  Françoise Dürr con il punteggio di 6–2 6–4

### Doppio
Françoise Dürr /  Rosie Casals hanno battuto in finale  Jeanne Evert /  Ol'ga Morozova con il punteggio di 6–3 6–3